# FN:s fredsbevarande styrkor
Förenta nationernas fredsbevarande styrkor är FN:s militära trupper, och är en del av FN:s fredsbevarande operationer. Den första styrkan, United Nations Emergency Force (UNEF) bildades hastigt 5–7 november 1956 av FN:s dåvarande generalsekreterare Dag Hammarskjöld med anledning av Suezkrisen. FN:s fredsbevarande styrkor erhöll Nobels fredspris 1988. Den 29 maj firas sedan år 2003 Internationella fredssoldatdagen.
När UNEF bildades sköttes den dåvarande fredsbevarande verksamhet genom UNTSO och utgjordes av obeväpnade observatörer. De senare bygger på mer långtgående behörighet, medan de fredsbevarande styrkorna är beroende av att den mottagande statsmakten tillåter operationerna. Reglerna och gränserna för styrkornas auktoritet bestäms även av det mottagande landet. De fredsbevarande styrkorna är lätt beväpnade, men är inte stridande part. Trupperna bildas på frivillig basis genom anslutning av neutrala länder. 1956–1996 bildades 34 sådana styrkor. I förekommande fall har inte närvaro av FN:s fredsbevarande styrkor kunnat hindra brott mot civilbefolkningen.

## Svensk medverkan
Svensk trupp har deltagit i:
- Kongo-Léopoldville - FN:s fredsbevarande styrkor i Kongo (flygstridskrafter deltog: 22 U.N. Fighter Squadron)
- Gazaremsan - UNEF
- Cypern - FN:s fredsbevarande styrkor i Cypern
- Libanon - United Nations Interim Force in Lebanon (Svenskt spaningsflyg deltog)
- Sinai - UNEF
- Bosnien - United Nations Protection Force / Implementation Force/ SFOR

Bosnien BA01
Bosnien BA02
Bosnien BA03 *Nordbat 2 BA03
Bosnien BA04
Bosnien BA05 (övergick till NATO-mission)
Bosnien BA06 (Nato-mission)
Bosnien BA07 (Nato-mission)
Bosnien BA08 (Nato-mission)
Bosnien BA09 (Nato-mission)
Bosnien BA10 (Nato-mission)
Bosnien BA11 (Nato-mission)
Bosnien BA12 (Nato-mission)
Bosnien BA99 (Nato-mission)
DB01 (Nato-mission)
DB02 (Nato-mission)
DB03 (Nato-mission)
EB01 (EU-mission)
EB02 (EU-mission)
EB03 (EU-mission)
EB04 (EU-mission)
EB05 (EU-mission)
EB06 (EU-mission)
EB07 (EU-mission. Avvecklade det svenska bidraget till Bosnien)
- Makedonien - United Nations Protection Force / United Nation Preventive Deployment Force
- Liberia - United Nations Mission in Liberia

Liberia LA01
Liberia LA02
Liberia LA03
Liberia LA04
Liberia LA05
- Afghanistan - ISAF (NATO-mission)

FS08 (2004-2005)
FS10
FS11 (2006)
FS12 (2006–2007)
FS13 (2007)
FS14 (2007–2008)
FS15 (2008)
FS16 (2008–2009)
FS17 (2009)
FS18 (2009–2010)
- Kroatien - UNPROFOR
- Somalia - Unified Task Force / United Nations Operation in Somalia II

FNBAT 36
FNBAT 38 (Chef överste Hermansson)
- Kosovo - Kosovo Force (NATO-mission)

Kosovo KS01 (1999–2000)
Kosovo KS02 (2000)
Kosovo KS03 (2000–2001)
Kosovo KS04 (2001)
Kosovo KS05 (2001–2002)
Kosovo KS06 (2002)
Kosovo KS07 (2002–2003)
Kosovo KS08 (2003)
Kosovo KS09 (2003–2004)
Kosovo KS10 (2004)
Kosovo KS11 (2004–2006)
Kosovo KS12 (2005)
Kosovo KS13 (2005–2006)
Kosovo KS14 (2007)
Kosovo KS15 (2007–2008)
Kosovo KS16 (2008)
Kosovo KS17 (2008)
Kosovo KS18 (2008–2009)
Kosovo KS19 (2009)
Kosovo KS20 (2009)
Kosovo KS21 (2010)
- Västsahara - FN:s mission för arrangerandet av en folkomröstning i Västsahara

VS01 (1998)
- Kongo-Kinshasa - FN:s fredsbevarande styrkor i Kongo-Kinshasa Svenska flygplatsenheten i Kongo

FK01 (2003)
FK02 (2003-2004)